# Allmania nodiflora
Allmania es un género monotípico de  fanerógamas pertenecientes a la familia Amaranthaceae. Su única especie: Allmania nodiflora, es originaria de Asia.

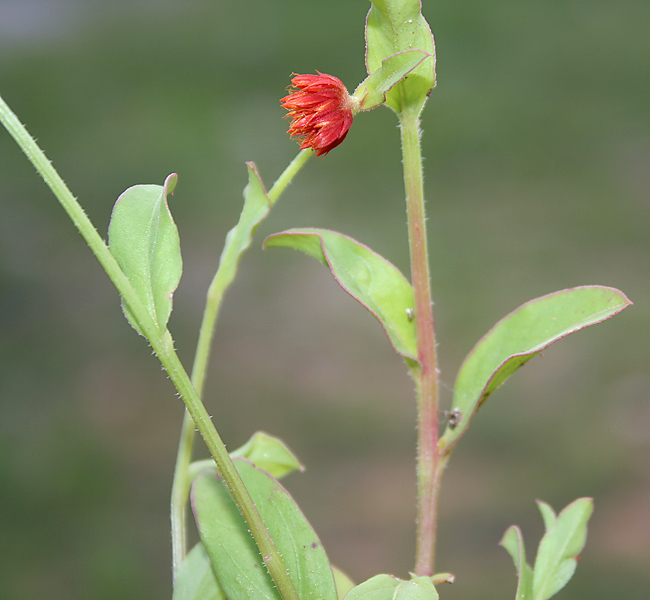
Detalle de la planta.

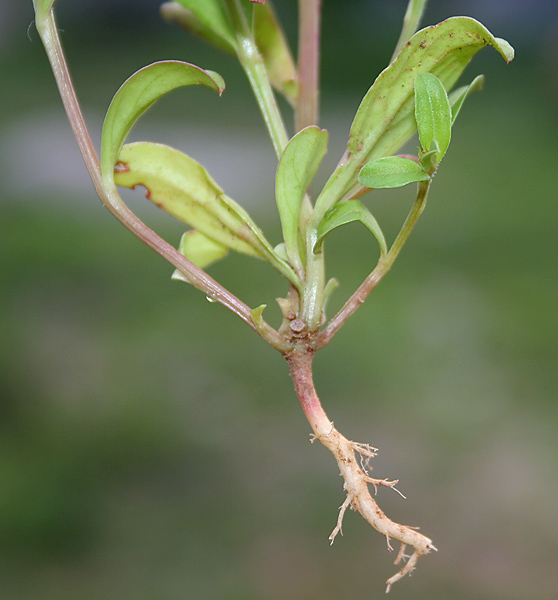
Hojas.

## Descripción
Es una hierba anual, erecta o ascendente, que alcanza un tamaño de 10-50 cm de altura. Tiene el tallo ramificado desde cerca de la base. Pecíolo de 2-10 mm, obovadas, oblongas o lineares, de 1,5-6,5 mm × 0,3-2,5 cm, ambas superficies glabras o pubescentes adaxialmente, base atenuada, ápice agudo u obtuso, con un mucrón. Inflorescencia globosa, convirtiéndose en algo alargada, con 3-7-flores; raquis de 0,2-3,5 cm, glabros o pubescentes. Las brácteas y bractéolas ovado-lanceoladas, de 3-5 mm, blanco en los márgenes y con verde o morado (? Rojo) vena media, ápice acuminado largo. Utrículos encerrados en perianto persistente, de color verde pálido, ovoide, de 3-3,5 mm de diam., dehiscente. Semillas de 1,5-2 mm de diam. Fl. May-Jun, fr. Julio-agosto. Tiene un número de cromosomas de 2n = 32.

## Distribución y hábitat
Se encuentra en los suelos arenosos, playas de arena, por debajo de los 200 m s. n. m. (metros sobre el nivel del mar) en Guangxi, Hainan de China y en Asia tropical.

## Taxonomía
Allmania nodiflora fue descrita por (L.) R.Br. ex Wight y publicado en Journal of Botany, being a second series of the Botanical Miscellany 1: 226. 1834.
Sinonimia
| - Achyranthes mucronata Moq. - Achyranthes nodiflora (Willd.) Roxb. - Allmania albida (Willd.) R.Br. ex Hook.f. - Allmania aspera (Roth) Wight Synonym - Allmania dichotoma (B.Heyne ex Roth) Wight - Allmania longipedunculata (Trimen) Gamble - Allmania procumbens Wight ex Hook.f. - Belutta peduncularis Raf. - Belutta sessilis Raf. - Celosia albida Willd. - Celosia aspera Roth - Celosia dichotoma B.Heyne ex Roth - Celosia mucronata Moq. | - Celosia nodiflora L. basónimo - Celosia pallida Moq. - Chamissoa albida Mart. - Chamissoa albida (R. Br. ex Hook. f.) Moq. - Chamissoa angustifolia Buch.-Ham. ex Hook.f. - Chamissoa aspera Wight - Chamissoa brownii Steud. - Chamissoa dichotoma Moq. - Chamissoa esculenta Moq. - Chamissoa javanica Hassk. - Chamissoa nodiflora Mart. - Chamissoa pyramidalis Moq. |